# Banco (personaggio)
Banco (in inglese Banquo) è un personaggio teatrale del Macbeth di William Shakespeare.
Nel racconto, è inizialmente un alleato di Macbeth (entrambi sono generali nell'esercito del re) e incontrano insieme le tre Streghe. Dopo aver profetizzato che Macbeth diventerà re, le Streghe dicono a Banco che non sarà lui stesso il re, ma che lo saranno i suoi discendenti. Più tardi, Macbeth nella sua brama di potere vede Banco come una minaccia e lo fa assassinare da tre sicari; Il figlio di Banco, Fleance, scappa. Il fantasma di Banco ritorna in una scena successiva, facendo reagire Macbeth con allarme durante una festa.
Il personaggio di Banco è ispirato alle Chronicles of England, Scotland, and Ireland, una storia della Gran Bretagna pubblicata da Raphael Holinshed nel 1587. In questo testo Banco è un complice di Macbeth nell'omicidio del re, piuttosto che un suo leale suddito. Shakespeare potrebbe aver cambiato questo aspetto del suo personaggio per compiacere re Giacomo, che all'epoca si pensava fosse un discendente del vero Banco.
I critici interpretano spesso il ruolo di Banco nella tragedia come un ostacolo per Macbeth, che resiste al male mentre Macbeth lo abbraccia. A volte, tuttavia, le sue motivazioni non sono chiare e alcuni critici mettono in dubbio la sua purezza. Ad esempio, non fa nulla per accusare Macbeth di aver ucciso il re, anche se ha motivo di credere che Macbeth sia il responsabile.